# Acmispon glabrus
Acmispon glabrus là một loài thực vật có hoa trong họ Đậu. Loài này được (Vogel) Brouillet mô tả khoa học đầu tiên năm 2008.